# Nicolás Zúñiga y Miranda
Nicolás Zúñiga y Miranda (Zacatecas, 1865 - Mexico, 1925) est un excentrique mexicain qui resta fameux pour avoir été candidat systématique, quoique invariablement malheureux, aux élections présidentielles de son pays en 1892, 1896, 1900, 1904, 1910, 1917, 1920, 1924 - ainsi qu'aux élections législatives de 1922. Il se déclara la plupart du temps vainqueur en dénonçant à ce titre des fraudes selon lui systématiquement réitérées.

## Naissance & premières reconnaissances publiques
Zúñiga y Miranda est né à Zacatecas d'une famille de la vieille noblesse espagnole. Il partit à Mexico pour étudier le droit et y devint juriste, et gagna une première renommée  vers 1887 quand il proclama avoir inventé une machine susceptible de prévoir les tremblements de terre. Il réussit de fait à prédire un séisme qui frappa la capitale cette année-là, donnant à sa campagne de réclame un caractère prophétique sinon providentiel lié à ces étonnantes circonstances. Après ce premier triomphe, il avertit que le 10 août de cette même année la ville serait frappée par les éruptions simultanées des volcans Cerro del Peñon et Popocatépetl, pour une prédiction qui fut heureusement infirmée par les faits. Il fonda alors plusieurs magazines qui annoncèrent encore diverses catastrophes, ainsi qu'une prévision de la fin du monde, sans guère plus de réussite.

## Retour comme "candidat du peuple" et auto-proclamations comme président élu
Il avait pour ainsi dire disparu de la scène publique quand il annonça sa candidature comme "candidat du peuple" aux élections présidentielles mexicaines de 1892. L'opposant de Zúñiga était le dictateur Porfirio Díaz en personne, lequel régnait sur le pays depuis 1876, ayant réduit les élections à un état de pures formalités. Zúñiga se déclara vainqueur des élections et protesta par de virulentes allégations de fraude au dépouillement. Díaz le fit arrêter et il fut condamné à vingt-cinq jours d'assignation à résidence. Après sa libération, Zúñiga se proclama derechef président en titre, qualifiant Díaz d'usurpateur.
En 1896, 1900, 1904 et 1910 il participera systématiquement aux élections présidentielles, avec chaque fois avec le même résultat : ne recueillant qu'un pourcentage misérable de votes, il évoquait la fraude et se proclamait invariablement président légitime.
En 1910, après que Francisco I. Madero ait eu lancé la Révolution Mexicaine contre Díaz, Zúñiga offrit ses bons offices en tant que médiateur possible entre Díaz et Madero. Après le renversement et l'assassinat de Madero par Victoriano Huerta, Zúñiga déplora publiquement que Huerta ait annulé des élections au Congrès Mexicain pour lesquelles il déclara s'être dûment préparé.

## Réception
Il fut parfois dit que Zúñiga croyait sincèrement avoir été désigné par le vote populaire. Il devint en tout état de cause une figure hautement populaire de la ville de Mexico, sinon du pays tout entier. Ainsi était-il régulièrement invité à des réceptions, des dîners et autres événements publics dans lesquels il était traité, pour ainsi dire, comme un véritable président en exercice. Le gouvernement Díaz le considérait officiellement comme un illuminé, au demeurant plus amusant que dangereux, et décida de fait de ne pas mener d'actions supplémentaires à son encontre, - tandis qu'aux yeux de la population il gagnait en reconnaissance, devenant plus ou moins malgré lui une sorte de personnage comique et emblématique de l'absence patente de démocratie dans la vie politique effective du pays.
Zúñiga était toujours habillé à la façon d'un gentleman anglais, portant chapeau haut-de-forme, gants et monocle.

## Dernières années
Après la révolution, Zúñiga continua de participer aux élections : en 1917 contre Venustiano Carranza et en 1920 contre Álvaro Obregón. Il restait toujours populaire mais ne remportait toujours qu'une fraction infime des suffrages exprimés. Aux élections de 1920, un petit parti réclama l'annulation des votes des deux premiers candidats dans l'ordre électoral, eu égard à leur commune participation dans le renversement du président Carranza, option qui, si appliquée, aurait nommé de facto Zúñiga président de par sa position troisième dans l'ordre électoral. La requête finalement n'aboutit point.
En 1922? Zúñiga se présenta à la Chambres des Députés du Mexique, - encore une fois sans succès.
Nicolás Zúñiga y Miranda se présenta une ultime fois aux présidentielles de 1924 : il reçut alors des menaces de mort de la part de partisans du candidat Plutarco Elias Calles.
Zúñiga y Miranda s'éteignit l'année suivante, à l'orée de la soixantaine.

## Développements ultérieurs et héritage populaire
Les proclamations de Zúñiga en tant que "président légitime" ont été plus tard imitées par de nombreux émules : José Vasconcelos (1929), Juan Andrew Almazán (1940), Manuel Clouthier (1988), Andrés Manuel López Obrador (2006) et enfin, en tant que "gouverneur légitime" auto-proclamé, Salvador Nadal (1991) - tous ceux-ci considérant la fraude électorale comme chaque fois à l'origine de leur écartement au profit d'un usurpateur.
Nicolás Zúñiga y Miranda apparait dans une peinture de Diego Rivera intitulée Rêve d'un dimanche après-midi dans l'Alameda, et fait une apparition en tant que personnage dans le film Mexico de mis recuerdos en 1943, sous les traits de l'acteur Max Langler.
Rodrigo Borja Torres publia une biographie de Zúñiga en 1999.